# Alice Joyce
Alice Joyce (1 de outubro de 1890 - 9 de outubro de 1955 (65 anos)) foi uma atriz americana, que atuou em mais de 200 filmes durante as décadas de 1910 e 1920. Ela é conhecida por seu papel no filme de 1923 "The God Goddess" e seu remake de 1930 com o mesmo nome.

## Vida pessoal
Alice Joyce nasceu em Kansas City, Missouri, filha de John Edward e Vallie Olive McIntyre Joyce (1873–1938). Seu pai era um operário de ascendência irlandesa e francesa e sua mãe era costureira galesa. Educada em um convento em Maryland, ela partiu para Nova York ainda adolescente.
Em 1900, seus pais se separaram e seu pai, John, assumiu a custódia de Alice e seu irmão Frank. Mudaram-se então para Falls Church, Virgínia, onde Joyce passou grande parte de sua infância. De acordo com o censo de 1910, sua mãe se casou em 1900 com Leon Faber, e passaram a residir no Bronx, Nova York, junto com Alice e seu irmão Frank, onde encontrou emprego como "modelo fotográfico".
Foi considerada entre as principais modelos de 1910. Posou para alguns dos artistas mais conhecidos da época: Harrison Fischer, Charles Dana Gibson e Neysa McMein.

## Estrelato

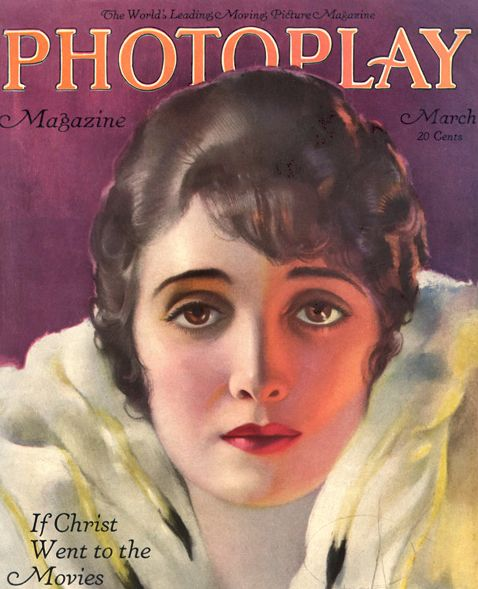
Joyce na capa da Photoplay, 1920

Foi o diretor Sidney Olcott, da Kalem Company, em Nova York que deu a Alice Joyce sua primeira chance no cinema, lançando-a em sua produção de 1910, "The Deacon´s Daughter". Ela então foi enviada para a costa oeste, a fim de trabalhar com o diretor Keneam Buell, depois que a Kalem adquiriu a antiga propriedade dos Essanay Studios em East Hollywood em outubro de 1913. Joyce passou alguns anos na Kalem (1910-1915) e Vitagraph (1916-1921), depois trabalho como freelancer para vários estúdios. Sua fama começou a diminuir após o advento do cinema falado.[carece de fontes?]

## Casamentos
Joyce teve três casamentos. O primeiro em 1914 com o ator Tom Moore, com quem teve uma filha, Alice Joyce Moore (1916-1960). Eles se divorciaram em 1920. No mesmo ano, ela se casou com James B. Regan. Sua segunda filha nasceu dessa união. Eles se divorciaram em 1932. Pouco depois a atriz declarou falência e em seguida casou-se pela terceira vez, em 1922, com o diretor de cinema Clarence Brown. Eles se separaram em 1942 e se divorciaram em 1945. Durante a separação, ela o processou por acusações de crueldade. Em 1946, depois que Joyce ficou gravemente ferida em um acidente de trânsito, Brown permaneceu com ela por nove horas e pagou suas contas médicas.[carece de fontes?]

## Aposentadoria
Joyce era conhecida como "A Madonna da Tela" por suas impressionantes características de presença. Ela fez seu último filme em 1930 e posteriormente trabalhou por algum tempo com seu ex-marido Tom Moore no circuito de vaudeville.
A atriz ficou doente por vários anos antes de sua morte, devido a uma doença cardíaca. Faleceu em 1955, aos 65 anos e foi enterrada ao lado de sua mãe, Vallie, no Cemitério San Fernando Mission em Mission Hills, Los Angeles, California.[carece de fontes?]

## Filmografia parcial
- The Deacon's Daughter (1910)
- The Miser's Child (1910)
- The Heart of Edna Leslie (1910)
- An Engineer's Sweetheart (1910)
- The Education of Elizabeth (1910)
- For a Woman's Honor (1910)
- The Roses of the Virgin (1910)
- Rachel (1910)
- The Rescue of Molly Finney (1910)
- Her Indian Mother (1910)
- The Bolted Door (1911)
- The Runaway Engine (1911)
- The Trail of the Pomas Charm (1911)
- The Broken Trail (1911)
- The Lost Ribbon (1911)
- Mexican Filibusterers (1911)
- The Mission Carrier (1911)
- The Hero Track Walker (1911)
- Big Hearted Jim (1911)
- Slim Jim's Last Chance (1911)
- Slabsides (1911)
- The Loyalty of Don Luis Verdugo (1911)
- The Carrier Pigeon (1911)
- Tangled Lives (1911)
- The Love of Summer Morn (1911)
- A Cattle Herder's Romance (1911)
- Reckless Reddy Reforms (1911)
- The Badge of Courage (1911)
- By the Aid of a Lariat (1911)
- The Indian Maid's Sacrifice (1911)
- The Mexican Joan of Arc (1911)
- Over the Garden Wall (1911)
- Peggy, the Moonshiner's Daughter (1911)
- The Wasp (1911)
- Don Ramon's Daughter (1911)
- The Branded Shoulder (1911)
- On the Warpath (1911)
- When Two Hearts Are Won (1911)
- When the Sun Went Out (1911)
- The Alpine Lease (1911)
- The Blackfoot Halfbreed (1911)
- The Mistress of Hacienda del Cerro (1911)
- A Prisoner of Mexico (1911)
- The Peril of the Plains (1911)
- For Her Brother's Sake (1911)
- The Engineer's Daughter (1911)
- When California Was Won (1911)
- Dan, the Lighthouse Keeper (1911)
- The Temptation of Rodney Vane (1911)
- How Betty Captured the Outlaw (1911)
- The Long Arm of the Law (1911)
- Too Much Realism (1911)
- Between Father and Son (1911)
- The Higher Toll (1911)
- Mrs. Simms Serves on the Jury (1912)
- The Russian Peasant (1912)
- An Interrupted Wedding (1912)
- A Princess of the Hills (1912)
- An American Invasion (1912)
- The Alcalde's Conspiracy (1912)
- The Bell of Penance (1912)
- The Defeat of the Brewery Gang (1912)
- Jean of the Jail (1912)
- The Spanish Revolt of 1836 (1912)
- The Secret of the Miser's Cave (1912)
- The Adventures of American Joe (1912)
- The Mexican Revolutionist (1912)
- The Stolen Invention (1912)
- The Outlaw (1912)
- The Gun Smugglers (1912)
- The Bag of Gold (1912)
- The Colonel's Escape (1912)
- The Organ Grinder (1912)
- Saved by Telephone (1912)
- The Suffragette Sheriff (1912)
- Fantasca, the Gipsy (1912)
- The Family Tyrant (1912)
- The Soldier Brothers of Susanna (1912)
- Freed from Suspicion (1912)
- The Wandering Musician (1912)
- Rube Marquard Marries (1912)
- The County Fair (1912)
- The Strange Story of Elsie Mason (1912)
- The Mystery of Grandfather's Clock (1912)
- The Young Millionaire (1912)
- A Battle of Wits (1912)
- A Daughter's Sacrifice (1912)
- A Race with Time (1912)
- The Finger of Suspicion (1912)
- The Street Singer (1912)
- A Business Buccaneer (1912)
- The Flag of Freedom (1913)
- The Nurse at Mulberry Bend (1913)
- The Cub Reporter's Temptation (1913)
- The Senator's Dishonor (1913)
- In the Power of Blacklegs (1913)
- The $20,000 Carat (1913)
- The American Princess (1913)
- The Exposure of the Land Swindlers (1913)
- In the Grip of a Charlatan (1913)
- A Streak of Yellow (1913)
- The Sneak (1913)
- The Heart of an Actress (1913)
- The Adventure of an Heiress (1913)
- The Artist's Sacrifice (1913)
- When Fate Decrees (1913)
- The Pawnbroker's Daughter (1913)
- The Attorney for the Defense (1913)
- The Cloak of Guilt (1913)
- A Victim of Deceit (1913)
- A Thief in the Night (1913)
- A Bolt from the Sky (1913)
- For Her Sister's Sake (1913)
- The Christian (1913)
- The Midnight Message (1913)
- The Riddle of the Tin Soldier (1913)
- Our New Minister (1913)
- Perils of the Sea (1913)
- The Octoroon (1913) (unconfirmed participation)
- The Hunchback (1913)
- An Unseen Terror (1913)
- The Hand Print Mystery (1914)
- The Shadow (1914)
- The Cabaret Dancer (1914)
- The Dance of Death (1914)
- A Celebrated Case (1914)
- Nina o' the Theatre (1914)
- The Show Girl's Glove (1914)
- The Weakling (1914)
- In Wolf's Clothing (1914)
- The Beast (1914)
- The Vampire's Trail (1914)
- The Old Army Coat (1914)
- The Brand (1914)
- The Mystery of the Sleeping Death (1914)
- The Green Rose (1914)
- The Viper (1914)
- Fate's Midnight Hour (1914)
- The Girl and the Stowaway (1914)
- The Lynbrook Tragedy (1914)
- The Riddle of the Green Umbrella (1914)
- The Theft of the Crown Jewels (1914)
- The Price of Silence (1914)
- The School for Scandal (1914)
- The Mayor's Secretary (1914)
- Cast Up by the Sea (1915)
- The Leech (1915)
- The Swindler (1915)
- Her Supreme Sacrifice (1915)
- The White Goddess (1915)
- Unfaithful to His Trust (1915)
- The Girl of the Music Hall (1915)
- The Face of the Madonna (1915)
- Whom the Gods Destroy (1916)
- The Courage of Silence (1917)
- Womanhood, the Glory of the Nation (1917)
- Within the Law (1917)
- The Question (1917)
- The Countess (1917)
- Richard the Brazen (1917)
- An Alabaster Box (1917)
- The Fettered Woman (1917)
- The Woman Between Friends (1918)
- The Song of the Soul (1918)
- The Business of Life (1918)
- The Triumph of the Weak (1918)
- Find the Woman (1918)
- To the Highest Bidder (1918)
- Everybody's Girl (1918)
- The Captain's Captain (1919)
- The Lion and the Mouse (1919)
- The Cambric Mask (1919)
- The Third Degree (1919)
- The Spark Divine (1919)
- The Winchester Woman (1919)
- The Vengeance of Durand (1919)
- Slaves of Pride (1920)
- The Sporting Duchess (1920)
- Dollars and the Woman (1920)
- The Vice of Fools (1920)
- The Prey (1920)
- Cousin Kate (1921)
- Her Lord and Master (1921)
- The Scarab Ring (1921)
- The Inner Chamber (1921)
- The Green Goddess (1923)
- White Man (1924)
- The Passionate Adventure (1924)
- Daddy's Gone A-Hunting (1925)
- The Little French Girl (1925)
- Headlines (1925)
- The Home Maker (1925)
- Stella Dallas (1925)
- Mannequin (1926)
- Dancing Mothers (1926)
- Beau Geste (1926)
- The Ace of Cads (1926)
- So's Your Old Man (1926)
- Sorrell and Son (1927)
- 13 Washington Square (1928)
- The Noose (1928)
- The Rising Generation (1928)
- The Squall (1929)
- The Green Goddess (1930)
- He Knew Women (1930)
- Song o' My Heart (1930)